# Cyrtodactylus maelanoi
Cyrtodactylus maelanoi — вид ящірок з родини геконових (Gekkonidae). Описаний у 2020 році.

## Назва
Видова назва С. maelanoi вказує на типове місцезнаходження.

## Поширення
Ендемік Таїланду. Відомий лише з типової місцевості — округ Ме Ла Ної в провінції Ме Хонг Сон на Тайському нагір'ї на висоті 991 м над рівнем моря.